# Kuno von Westarp

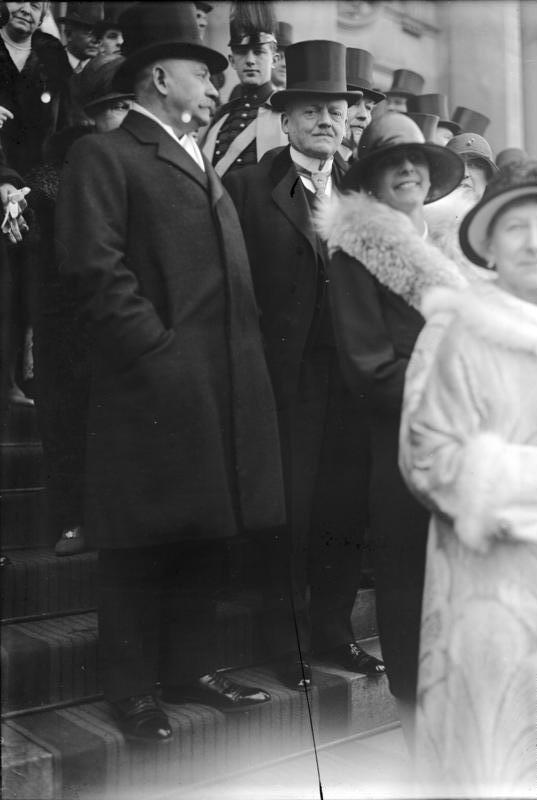
Graaf von Westarp – juli 1928 (uit het Duits Bondsarchief)

Kuno Friedrich Viktor Graf von Westarp (Ludom bij Posen, 12 augustus 1864 – Berlijn, 30 juli 1945) was een Duits politicus.

## Biografie

### Achtergrond, opleiding en vroege carrière
Kuno Graf von Westarp stamde uit een adellijke familie. Zijn ouders waren Viktor Graf von Westarp (1826-1868), Koninklijk Pruisisch opperhoutvester, en Emma von Oven (1831-1910). Westarp bezocht het gymnasium in Potsdam en studeerde rechten in Tübingen, Breslau, Leipzig en Berlijn. Tijdens zijn studie was hij lid van de studentenverenigingen A.V. Igel Tübingen en Verein Deutscher Studenten. Na zijn promotie in 1886 nam hij als eenjarige vrijwilliger dienst in het leger. Nadien nam hij als officier dienst in het reserveleger. Na 1891 werkte hij voor de Pruisische overheid. In 1903 werd hij politiedirecteur en in 1904 politiepresident van Schöneberg en Wilmersdorf. Nadien bekleedde hij diverse posten op het Pruisische ministerie van Binnenlandse Zaken.
Kuno von Westarp was ook universitair docent en was medeauteur van enkele werken betreffende staatsrecht.

### Politieke carrière

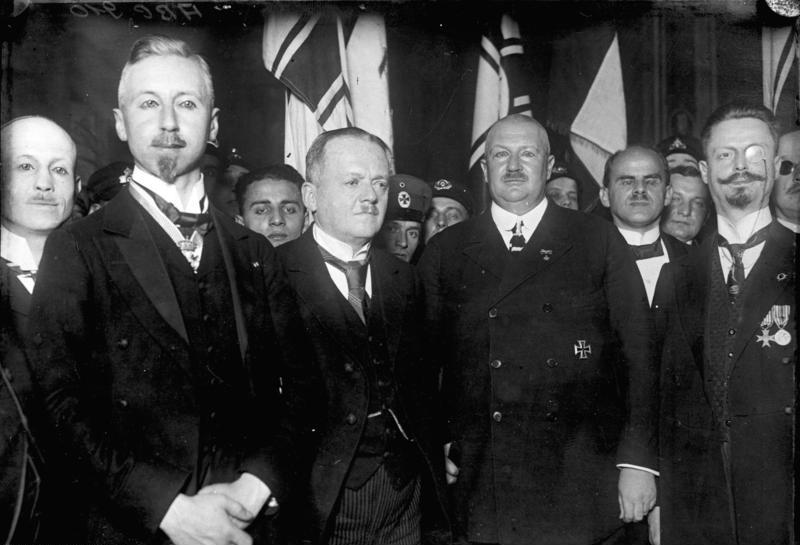
van links naar rechts: prins Oscar van Pruisen (met sikje), graaf Kuno von Westarp, prins Eitel Frederik van Pruisen – december 1924 bij de Bannerweihe van de afdeling Neukölln

Westarp werd in 1908 bij tussentijdse verkiezingen in de Rijksdag (Reichstag) gekozen voor de Duitse Conservatieve Patrtij (Deutschkonservative Partei). In 1912 werd hij plaatsvervangend voorzitter van de DKP en op 26 november 1913 werd hij fractievoorzitter. Tijdens de Eerste Wereldoorlog (1914-1918) werkte hij als verpleegkundige voor de Johannieterorde. Tijdens de oorlog verzette hij zich fel tegen de politiek van rijkskanselier Theobald von Bethmann-Hollweg, die hij veel te liberaal achtte. Daarnaast was hij een voorstander van de annexionistische politiek van de legerleiding en van de onbeperkte duikbootoorlog. In juli 1917 was hij nauw betrokken bij de val van Bethmann-Hollweg. In november 1918 was hij een van de oprichters van de Duitse Nationale Volkspartij (Deutschnationale Volkspartei), waar de DKP in opging. Westarp behoorde tot de völkische, nationalistische vleugel van de partij. Hij vertegenwoordigde de DNVP in de Rijksdag, eerst al fractielid en daarna van 1925 tot 1928 als fractievoorzitter. Hij was, geheel in lijn met de partij, gekant tegen de Weimarrepubliek en betoonde zich een groot voorstander van het herstel van de monarchie onder het Huis Hohenzollern. Tijdens de Kapp-putsch was hij verbindsman tussen de putschisten en de DNVP.
Na het mislukken van de putsch probeerde partijvoorzitter Oskar Hergt de DNVP om te vormen van een ondemocratische partij tot een conservatief-christelijke democratische volkspartij. Westarp verzette zich heftig tegen de nieuwe koers van de partij. In 1924 volgde Westarp Hergt op als voorzitter van de DNVP en voerde een conservatieve koers. De toenemende macht van de extreemrechtse vleugel onder Alfred Hugenberg maakte Westarp gematigder, waardoor de extreemrechtse vleugel van de partij hem steeds minder steunde. In oktober 1928 werd Hugenberg tot voorzitter van de DNVP gekozen. Uit protest tegen de nieuwe, extreemrechtse koers van de partij, verliet Westarp de DNVP in juli 1930. Samen met Reinhold Treviranus richtte hij de Conservatieve Volkspartij (Konservative Volkspartei) op. De KVP voerde een gematigder koers dan de DNVP, maar wist nooit een partij van betekenis te worden. In januari 1933 trad Westarp als rijksdaglid af. Westarp wees het nationaalsocialisme van de hand en trok zich terug uit het openbare leven.
Kuno Graf von Westarp overleed kort na de Tweede Wereldoorlog, midden 1945 op tachtigjarige leeftijd te Berlijn.

## Werken (selectie)
- Preußens Verfassung und Verwaltung als Grundlagen seiner Führerstellung im Reiche in Vergangenheit und Gegenwart, in: Preußen, Deutschlands Vergangenheit und Deutschlands Zukunft, 1913, 1916
- Die Regierung des Prinzen Max von Baden und die Konservative Partei 1918, 1918, 1921
- Konservative Politik im letzten Jahrzehnt des Kaiserreiches, 2 dln. Berlijn 1935

## Verwijzingen
1. ↑  First World War.com – Who's Who – Theobald von Bethmann-Hollweg
2. ↑  Een voormalige Pruisische minister van Financiën

- Bibliothèque nationale de France: cb14548105b (data)
- Gemeinsame Normdatei: 119310333
- International Standard Name Identifier: 0000 0000 4716 0651
- Library of Congress Control Number: no98108240
- Nationale Bibliotheek van Israël: 987007409693405171
- Nederlandse Thesaurus van Auteursnamen: 234590491
- Système universitaire de documentation: 060156252
- Virtual International Authority File: 61786571
- WorldCat: E39PBJfGVCq6jXptY9cVQKJ4bd